# Kathe Green
Kathe Jennifer Green (* 22. September 1944 in Los Angeles, Kalifornien, Vereinigte Staaten) ist eine US-amerikanische Sängerin, Schauspielerin und ehemaliges Model.

## Biografie
Kathe Green kam 1944 in Los Angeles als erste Tochter des Komponisten und Arrangeurs Johnny Green und dessen zweiter Ehefrau, der Schauspielerin Bunny Waters (1916–1992; bürgerlicher Name Bonnie Nadine Waters), zur Welt. Sie hat eine jüngere Schwester und eine ältere Halbschwester aus der ersten Ehe ihres Vaters. 
In den 1960er Jahren war die 1,85 Meter große Green zunächst als Model tätig, bis sie sich der Schauspielerei zuwandte. Sie hatte Rollen in Der Partyschreck (1968, Regie: Blake Edwards), Ein Mann greift zur Waffe (1971, Regie: Lane Slate und Tom Stern) und Schrei nach Leben (1971, Regie: Pete Walker). Für letzteren sang sie das Lied Marianne ein. 
1968 spielte sie die Gesangsparts des Hauptdarstellers Mark Lester in dem Musikfilm Oliver (Regie: Carol Reed) ein, bei dem ihr Vater die Musik beisteuerte. 
Im gleichen Jahr unterschrieb sie einen Plattenvertrag bei der zu Decca Records gehörenden britischen Plattenfirma Deram Records, wo 1969 ihre erste Single, Primrose Hill, sowie ihr Debütalbum, Run the Length of Your Wildness, erschienen. Der Titel des Albums basiert auf einem Zitat von Richard Harris, mit dem Green befreundet war. Das Album wurde von John Cameron arrangiert und von Wayne Bickerton produziert. 
Das Album bestand größtenteils aus Eigenkompositionen von Green. Cameron und Bickerton steuerten jedoch auch Material bei, darunter Tears In My Eyes, das bereits 1968 von Dana Gillespie für ihr Album Foolish Seasons aufgenommen worden war. Das Lied Promises of Something New war in Zusammenarbeit mit Glenn Close entstanden, die zu dem Zeitpunkt zusammen mit Green der Gesangsgruppe Green Glenn Singers angehörte. 
Die zweite Single, If I Thought You'd Ever Change Your Mind, war in einer von George Martin produzierten Version 1969 ein UK Top 20 Hit für Cilla Black und wurde 2004 auch von Agnetha Fältskog aufgenommen (UK Platz 11, Schweden Platz 2). 
Mitte der 1970er Jahre war Green kurzzeitig bei Motown unter Vertrag. Die beiden selbstgeschriebenen Singles Beautiful Changes (produziert von Frank Wilson) und Love City (produziert von Berry Gordy) erschienen 1976 beim Hauptlabel (Motown), während das Album Kathe Green bei dem kurzlebigen Ableger Prodigal Records veröffentlicht wurde. 
Danach stieg Green aus dem Musikgeschäft aus.

## Diskografie

### Studioalben
- 1969: Run the Length of Your Wildness (Deram DES 18026)
- 1976: Kathe Green (Prodigal P6-10011 S1)

### Singles
- 1969: "Primrose Hill" / "Bossa Nova" (Deram 45-85049)
- 1969: "If I Thought You'd Ever Change Your Mind" / "Primrose Hill" (Deram DM279)
- 1976: "Beautiful Changes" (Mono-Version) / "Beautiful Changes" (Stereo-Version) (Motown M 1372F)
- 1976: "Love City" / "What Kind of Man Are You" (Motown M 1390F)

## Filmografie
- 1960: The Many Loves of Dobie Gillis, Folge "Who Needs Elvis?"
- 1968: Der Partyschreck (The Party)
- 1971: Ein Mann greift zur Waffe (Clay Pigeon)
- 1971: Schrei nach Leben (Die Screaming, Marianne)